# Mariúpol
Mariúpol (en ucraïnès Маріуполь, en rus Мариуполь) és una ciutat portuària del sud-est d'Ucraïna a tocar del Mar d'Azov. Forma part de l'óblast de Donetsk. El centre històric de la ciutat ha crescut des de la confluència dels rius Kàltxik i Kàlmius.
Arran de la Guerra al Donbàs del 2014, i el control de la capital Donetsk per part de insurgents pro-russos, Mariúpol es va convertir provisionalment en el centre administratiu de la regió. La ciutat va ser assetjada i atacada durant la invasió russa d'Ucraïna del 2022.

## Història

### Origen
Des del segle xii fins al segle xvi l'àrea de l'actual Mariúpol era en gran part devastada i despoblada per l'intens conflicte entre els pobles circumdants, incloent els tàtars de Crimea, l'Horda de Nogai, el Gran Ducat de Lituània i Moscòvia. A mitjan segle xv gran part de la regió al nord dels mars Negre i d'Azov va ser annexada pel Khanat de Crimea que depenia de l'Imperi Otomà. A l'est del riu Dniéper hi havia una estepa desolada, que s'estenia fins al mar d'Azov, on la manca d'aigua feia precari qualsevol assentament.
A prop de la ruta de Muravsky, la regió va ser objecte de freqüents incursions d'eslaus de Crimea i nogais, així com el saqueig per les tribus tàtares, que van impedir l'assentament permanent de la zona, mantenint-la escassament poblada o, fins i tot, una terra completament deshabitada sota el domini tàtar. Per això era coneguda com els camps salvatges o les planes desertes (Campi Deserti en llatí).
En aquesta regió de les estepes eurasiàtiques, els cosacs van emergir com un poble diferenciat a final del segle XV i principi del XVI. A la part inferior dels ràpids del Dniéper hi havia els cosacs zaporoges, que vivien en petits grups, sovint nòmades. Els cosacs penetrarien regularment l'estepa per a pescar i caçar, així com per a desenvolupar activitat agrícola i ramadera. La seva independència de l'autoritat governamental i terratinent va atreure i incorporar un gran nombre de camperols i serfs fugits de la Confederació de Polònia i Lituània i Moscòvia.
L'aïllament de la regió es va incrementar encara més arran del Tractat de Constantinoble del 1700, que va prohibir els assentaments o les fortificacions a la costa del mar d'Azov a la desembocadura del riu Mius. El 1709, en resposta a una aliança de cosacs amb Suècia contra Rússia, el tsar Pere I de Rússia va ordenar la destrucció de la palissada central dels zaporoges, anomenada Sitx, i va expulsar tots els zaporoges, i va els prohibir de tornar. El 1733, Rússia es preparava per a una nova campanya militar contra l'Imperi Otomà i, per tant, va permetre el retorn dels zaporoges, tot i que el territori pertanyia oficialment a Turquia.
Sota els termes de l'Acord de Lubny del 1734, els zaporoges van recuperar les seves antigues terres. A canvi, es van veure obligats a servir a l'exèrcit rus durant la guerra. També se'ls va permetre construir una nova palissada al riu Dniéper anomenada Nou Sitx, encara que se'ls va prohibir d'erigir fortificacions. Aquests termes només permetien habitatges, en ucraïnès kureni.
Després del seu retorn, la població dels zaporoges en aquestes terres era extremadament dispersa i, en un esforç per establir una mesura de control, es va introduir una estructura de assentaments lliures (слободи, slobody, en plural). El districte més proper al Mariúpol actual era l'assentament lliure de Kàlmius (Кальміуська слобода, Kàlmiuska slobodà). A partir del 1736 els cosacs zaporoges i els cosacs del Don (la capital del qual es trobava a la rodalia de Novoazovsk) van entrar en conflicte a la zona, que va acabar amb un decret del 1746 d'Elisabet I marcant el riu Kàlmius com la divisió entre els dos bàndols.
En algun moment a patir del 1738, amb els tractats de Belgrad  i Niš el 1739, a més de la convenció russo-turca del 1741, els cosacs zaporoges van establir un enclavament militar a «l'alt promontori a la riba dreta del riu Kàlmius». Encara que els detalls de la construcció i història estan poc documentats, les excavacions han revelat artilugis cosacs dins d'un recinte d'uns 120 metres quadrats en forma de plaça. Aquest enclavament era probablement modest, i era dins del territori de l'Imperi Otomà.
L'última incursió tàtara, llançada el 1769, que va envair la zona amb un enorme exèrcit, en un clima hivernal extrem, va destruir les fortificacions de Kàlmius i va cremar tots els habitatges d'hivern cosaques. El 1770, el govern rus, sense esperar el final de la guerra amb Turquia, va moure la seva frontera amb el Khanat de Crimea més de dos-cents quilòmetres al sud-oest. Aquesta acció va establir la línia fortificada del Dniéper (que va des de les actuals ubicacions de Zaporíjia a Novopetrovka), reclamant així la regió, incloent la ubicació de l'actual Mariúpol.
Després de la victòria de les forces russes en la guerra amb Turquia i el Tractat de Küčük Kaynardja, Zaporòjia va ser incorporada a la Governació de Nova Rússia, i part de la terra reclamada per l'establiment de la línia fortificada del Dniéper, inclosa la moderna Mariúpol, es va incorporar a la restablerta Governació d'Azov.

### Fundació
Després de la Guerra russo-turca del 1768 al 1774, el governador de la governació d'Azov, Vassili A. Txertkov, va informar a Grigori Potiomkin el 23 de febrer del 1776 que es van trobar les ruïnes d'antigues cases (domakhas) en aquesta àrea, i el 1778 va planejar la nova ciutat de Pavlovsk. Malgrat això, el 29 de setembre del 1779, s'hi va fundar la ciutat de Marianpolpol (grec:Μαριανόπολη), comtat de Kàlmius. Per a les autoritats russes la ciutat va rebre el nom de l'emperadriu russa Maria Feodorovna; el seu títol de facto va ser nomenat en honor de l'assentament grec de Mariampol, un suburbi de Bakhtxissarai, a Crimea. El nom deriva de la icona de l'Hodegetria de la Mare de Déu (Theotokos). Posteriorment, el 1780, les autoritats russes van traslladar forçosament un gran nombre de grecs ortodoxos de Crimea a l'àrea de Mariupol. Així, el 1782 Mariupol va ser seu administrativa del seu Uiezd, a la governació d'Azov de l'Imperi Rus, amb una població de 2.480 habitants. A principis del segle xix la ciutat ja compta amb una duana, diverses escoles (religioses i privades), un edifici de les autoritats portuàries. Més tard, a la dècada del 1850 la població va créixer fims a 4.600 habitants i la ciutat tenia 120 botigues i 15 cellers de vi. El 1869, els cònsols i els vice-Consuls de Prússia, Suècia, Noruega, Àustria-Hongria, els Estats romans, Itàlia i França establiren les seves oficines representatives a Mariupol.
Després de la construcció de la línia de ferrocarril de Yuzivka a Mariupol el 1882, gran part del blat conreat a la Gubèrnia de Iekaterinoslav i el carbó de la conca de Donetsk van ser exportats a través del port de Mariupol (el segon més gran, després d'Odessa al sud de l'Imperi Rus), fets que van permetre finançar la construcció un hospital, una biblioteca pública, central elèctrica i sistema de subministrament d'aigua urbana.

### Industrialització i guerra
Mariupol va seguir sent un centre comercial local fins al 1898, quan la filial belga SA Providence Russe va obrir una fàbrica d'acer a Sartana, un poble prop de Mariúpol (actualment la Illich Steel and Iron Works). L'empresa va patir grans pèrdues i el 1902 la companyia es va declarar en fallida per 6 milions de francs, necessitant ser refinançat pel Banque de l'Union Parisienne. Les fabriques van portar diversitat cultural a Mariúpol, amb la immigració de camperols de tot l'imperi que es van traslladar a la ciutat 
El 1914 la població de Mariúpol va arribar a 58.000 habitants. No obstant això, el període des del 1917 en endavant va veure un descens continu de la població i la indústria a causa de la Revolució de febrer i la Guerra Civil. El 1933 es va construir una nova fàbrica d'acer (Azovstal), al costat del riu Kàlmius.
Durant la Segona Guerra Mundial, la ciutat va ser ocupada per l'Alemanya nazi del 8 d'octubre del 1941 fins al 10 de setembre del 1943. Durant aquest temps la ciutat va patir molts danys i moltes persones van morir. La població jueva va ser eliminada en dues operacions específiques. El 1948 la ciutat va ser reanomenada Zhdanov o Jdànov en honor del polític soviètic Andrei Jdànov, que hi havia nascut el 1896, però el 1989 després del col·lapse de l'URSS va recuperar el nom de Mariúpol.

### Guerra al Donbàs

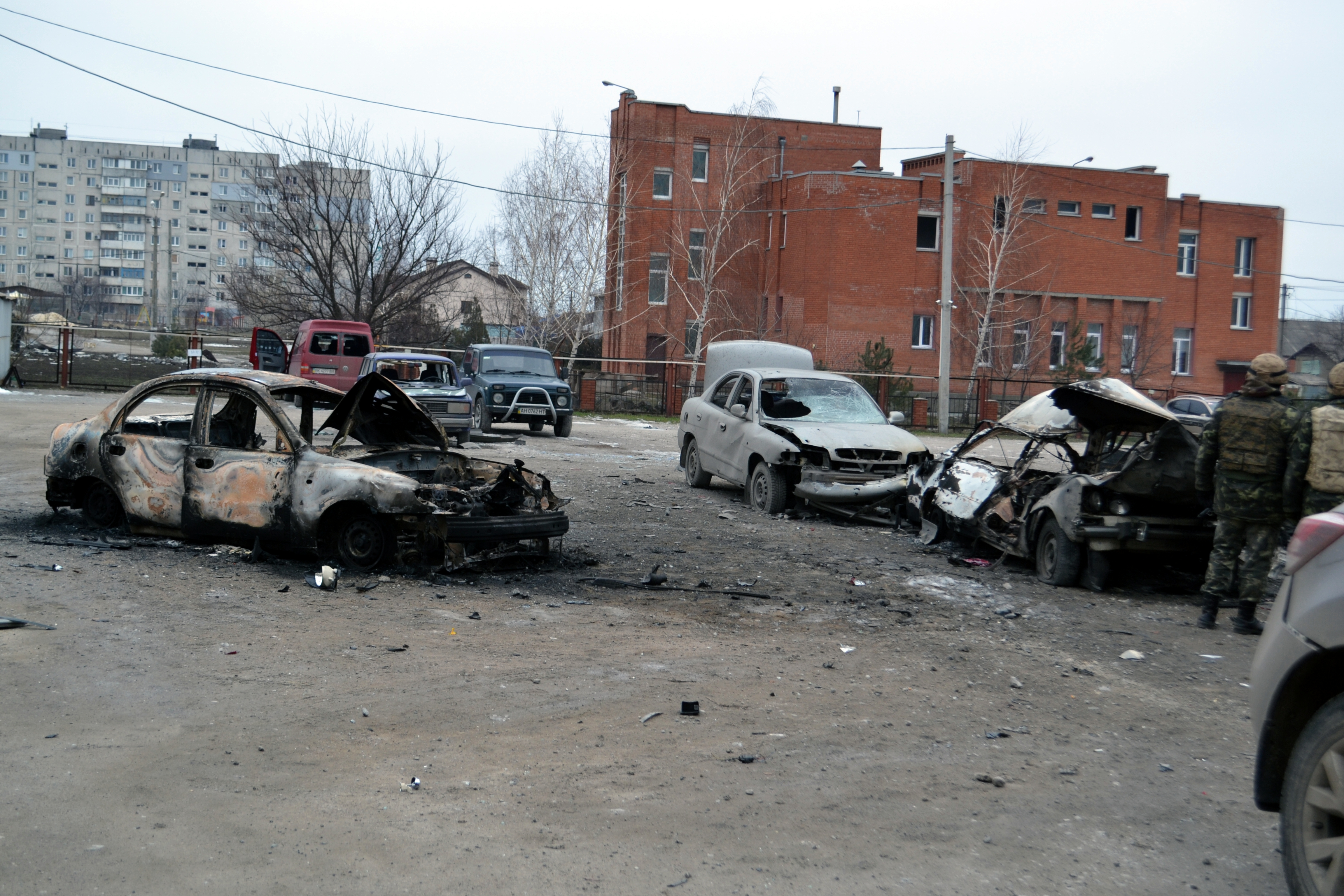
Mariúpol després de l'atac amb coets del 2015

Després de la Revolució de la Dignitat, les protestes pro-russes van esclatar a l'est d'Ucraïna. Aquest malestar va evolucionar més tard en una guerra entre el govern ucraïnès i les forces rebels de la República Popular de Donetsk (DPR). Després d'un període en què la ciutat va ser controlada pels rebels, al maig els dos bàndols es van enfrontar en una batalla a Mariúpol. La ciutat va ser finalment reconquerida per les forces governamentals, i al juny del 2015 Mariúpol va ser proclamada capital temporal de l'óblast de Donetsk.
La pau va durar fins a finals d'agost, quan una ofensiva de les forces pro-russes de l'est va arribar a uns 16 quilòmetres de Mariúpol. L'ofensiva es va aturar després d'un acord d'alto el foc entre les dues parts al setembre. Malgrat aquest alto el foc, les escaramusses menors van continuar als afores de Mariúpol els mesos següents. Per protegir la ciutat, les forces governamentals van establir tres línies de defensa als seus voltants, van desplegar artilleria pesant, i van mobilitzar tropes de l'exèrcit i la guàrdia nacional.
El 24 de gener del 2015 forces de la República Popular de Donetsk van llançar un atac sobre la ciutat. Segons l'Organització per a la Seguretat i la Cooperació a Europa, aquell dia desde zones controlades pels insurgents es van llançar coets Grad que van caure en zones poblades de Mariúpol, causant nombroses víctimes i ferits.

### Setge del 2022
Després de la invasió russa d'Ucraïna del 2022, Mariúpol va ser un objectiu estratègic per a les forces russes i pro-russes. Des del 25 de febrer a 20 de maig, la ciutat va ser assetjada i bombardejada.